# جزایر اسخاوتن

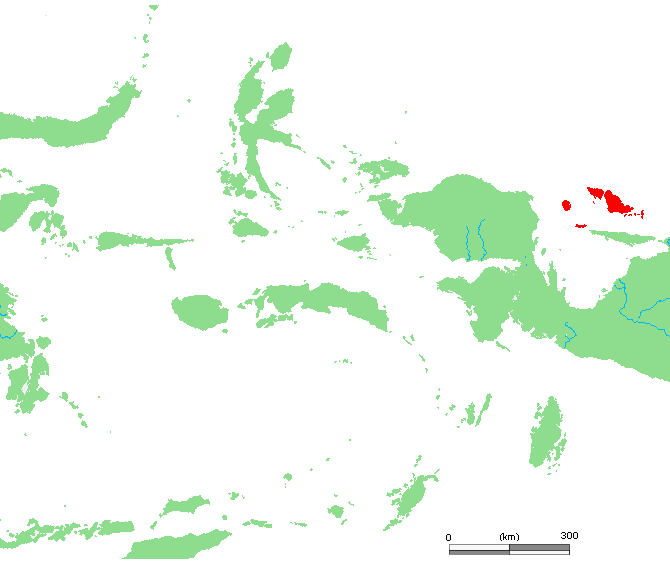
موقعیت جزایر اسخاوتن.

جزایر اسخاوتن (انگلیسی: Schouten Islands) که به نام جزایر بیاک (Biak) و جزایر خیل‌ فینک (Geelvink) هم نامیده می‌شوند ، یک گروه جزیره‌ای در استان پاپوآ در شرق اندونزی در خلیج سندراواسی است . این جزایر در ۵۰ کیلومتری ساحل شمال غربی جزیره گینه نو قرار دارند. سه جزیره اصلی این گروه ، بیاک ، سوپیوری ، و نومفور و جزایر پرشمار کوچکتر تشکیل شده‌است که بیشتر آنها از جنگل‌های بارانی پوشیده شده‌اند .
نام این جزایر از کاشف هلندی، ویلم اسخاوتن گرفته شده که در سال ۱۶۱۵ آن‌ها را کشف کرد.